# Charsadda
Charsadda ist eine Stadt in der pakistanischen Provinz Khyber Pakhtunkhwa mit etwa 97.000 Einwohnern (Schätzung 2006). Sie liegt in der Ebene von Peschawar, 29 km nordöstlich von der Provinzhauptstadt Peschawar am Fluss Swat, der hier in den Kabul mündet und die Stadt im Westen umgibt. Sie ist der namensgebende Verwaltungssitz des Distrikts Charsadda.
Am Nord- und Westrand der Stadt befinden sich Ruinenfelder von Pushkalavati (Lotusstadt), einer Hauptstadt des ehemaligen Gandhara-Reichs von etwa dem 6. Jahrhundert v. Chr. bis zum 2. Jahrhundert n. Chr.
Am 28. April 2007 forderte ein Selbstmordattentat bei einer politischen Veranstaltung in Charsadda mit dem Pakistanischen Innenminister Aftab Ahmad Khan Sherpao 28 Tote und etwa 50 Verletzte. Am 21. Dezember desselben Jahres ereignete sich ein weiterer Anschlag in einer Moschee, bei dem mindestens 50 Menschen ums Leben kamen. Am 9. Februar 2008 erfolgte erneut ein Anschlag mit mindestens 14 Toten 24 Verletzten. Der Anschlag auf die Universität Charsadda 2016 betraf die 2012 gegründete Universität.

## Söhne und Töchter der Stadt
- Gulzar Alam (* 1954), Sänger
- Abdul Wali Khan (1917–2006), Politiker